# Anaspis garneysi
Anaspis garneysi là một loài bọ cánh cứng trong họ Scraptiidae. Loài này được Fowler miêu tả khoa học năm 1889.